# مسرح المسرحيين (كتاب)
مسرح المسرحيين هو كتاب للكاتبة والناقدة المصرية صافي ناز كاظم صدر في طبعته الأولى عن مكتبة مدبولي بالقاهرة سنة 1998. أطلقت فيه دعوة إلى «إغلاق المسرح وتوفير نقوده» احتجاجاً على ما أسمته ـ في حوار لاحق لها ـ «الهرج والتخبط» و«موت المسرح» في مصر.